# EGGY
EGGY（エギー）は、1985年にボーステックから発売されたコンピュータゲーム。本稿では移植版についても解説する。

## 概要
本作は1984年にボーステックが開催した「ボーステック第1回プログラムコンテスト」で優秀賞を受賞した作品を製品化したものであり、エナと呼ばれるボディアーマーを操作して上から落ちてくる物資を回収する内容となっている。
本作の自機であるエナは、のちにプロジェクトEGGのマスコットキャラクター・エギーのモデルとなった。

## あらすじ
2039年、地球連合軍とガスプと呼ばれる勢力の間で宇宙戦争が始まった。戦況は互角だが、長期戦となると物資が枯渇して連合軍が不利になる可能性が高かったため、最前線にある惑星エギーに前線基地を建てて総攻撃を仕掛けるという計画が立てられた。だが、ガスプも同じことを考えており、エギーを支配すべく、惑星の住民であるミミア人に「一度死ぬと強力なアーマーロイド・ゾルムに変身する」という力を与えていた。

## システム
本作の目的は、ボディーアーマー・エナを操作して、落下してくる物資を回収することが目的である。物資は地上に落ちると消えてしまうため、空中で受け止め必要がある。ただし、クリア条件は「一定数の物資が投下されること」であり、物資を回収せずともステージクリアは可能である。
エナは左右に移動できるほか、ジャンプすることで空中を上下左右に移動することが可能である。ただし、ジャンプをするには一度しゃがむ必要があるうえ、飛行中は浮遊力がはたらくため、機動力は地上にいるときよりも劣る。エナには体力に相当するエネルギーが設定されており、エネルギーが尽きるとゲームオーバーとなる。敵の攻撃を受けたときはもちろん単に移動するだけでもエネルギーは減少し、特に空中を移動している時はエネルギーの消耗が激しい。エネルギーを補給するには、地上にいる敵機ゾルムに弾を当て、ゾルムが点滅しているときに触れる必要がある。この時、ゾルムに触れるタイミングが遅れると、ゾルムがすぐに動き出してしまうほか、弾を連続で当てるとゾルムが爆発してしまう。また、点滅していないゾルムに触れた場合はエナがダメージを受ける。なお、ゾルムがいないときは、ステージ上にいる無抵抗のミミア人を攻撃してゾルムに変身させ、そのうえで弾を当ててエネルギーを補給することも可能である。
ステージ上にいる敵機はゾルムのほかにも浮遊戦車ゴーザ、移動地雷デッジ、多重攻撃ミサイル・ボスカ、戦闘機エキュスーダがいる。このうち、デッジはゴーザを4台倒すと出現する。また、エナには地上攻撃用の武器しか用意されていないため、エキュスーダと遭遇した場合は逃げ回るしかない。

## 移植
PC-8801版
2016年4月5日にはプロジェクトEGGでの配信が開始された。
MSX版
2007年春から2012年5月22日までには、Wii用のバーチャルコンソールでも配信されていた。
また、2009年10月6日にはプロジェクトEGGでの配信が開始された。
iモード版
ボーステックが運営するiモード向けアプリ配信サイト「iゲーム大好き！」にて2004年12月8日から配信されたバージョンで、グラフィックが一新された。
PC-6001版
2020年12月1日にはプロジェクトEGGでの配信が開始された。